# Гамрекели Торели
Гамрекели Торели (груз. გამრეკელი თორელი) — грузинский дворянин (дидебули) и эристави Ахалкалаки.

## Биография
Гамрекели, сын Каха, вместе со своим отцом поддержал восстание князя Демны и семьи Орбели в 1177 году, однако вскоре они перешли на сторону царя Грузии Георгия III и сражались за монархию против мятежников. Восстание было подавлено, и царь Георгий III вознёс семью Торели. После неудачного мятежа под предводительством Кутлу Арслана, царица Тамара повысила Гамрекели до должности Меджинибетухуцеси (Верхний констебль) и даровала ему владения в Тори (которые были отняты у Апридона). После смерти Саргиса Мхаргрдзели он стал амирспасаларом. Торели, как еристави Ахалкалаки, обеспечивал южные приграничные территории Грузии. В 1186-1187 годах он возглавил грузинские войска против сельджукских правителей и отбил их из земель, известных под названиями Палакицио и Дзагинское ущелье, принося государю богатую добычу в подарок. Во время восстания Георгия, мужа Тамары, около 1191 года Гамрекели Торели остался одним из немногих дворян, оставшихся верными царице. Силы, отправленные в Джавахети, командовались им, совместно с братьями Мхаргрдзели. После смерти амирспасалара Гамрекели Торели «все оплакивали его»; в результате его наследники потеряли только Тмогви. Пост амирспасалара был вручен Закарии Мхаргрдзели.